# رایدار سورنسن
رایدار سورنسن (نروژی: Reidar Sørensen؛ زادهٔ ۱۱ آوریل ۱۹۵۶) بازیگر اهل نروژ است.
از فیلم‌هایی که وی در آن‌ها نقش داشته است، می‌توان به در خانه برای کریسمس اشاره نمود.
وی همچنین برندهٔ جوایزی همچون جایزه آماندا شده‌است.